# Только не сейчас (фильм)
«То́лько не сейча́с» (пол. Tylko nie teraz) — российско-польский художественный фильм Валерия Пендраковского, в основе сценария которого лежит рассказ Владимира Войновича «Запах шоколада».

## Сюжет
В фильме рассказывается о любви польской девушки и русского солдата. Действие фильма происходит в Польше в 1953 году.
Фильм снимали под Калининградом, в посёлке Железнодорожный. Премьера фильма
состоялась 26 апреля 2011 года в кинотеатре «Художественный» в Москве.

## В ролях
| Актёр                   | Роль           |
| ----------------------- | -------------- |
| Александр Домогаров-мл. | Саша           |
| Вячеслав Шалевич        |                |
| Яцек Белер              | пан Войтек     |
| Магдалена Лампарская    | Элька          |
| Даниэль Ольбрыхский     | дядя Елки      |
| Егор Харламов           | Иван Голенищев |

## Съёмки
Местом съёмок, по сюжету изображающий небольшой польский городок, стал посёлок Железнодорожный Калининградской области на границе с Польшей.
Фильм стал первой за 15 лет лентой совместного российского и польского производства.

## Фестивали и награды
Фильм был показан на открытии фестиваля российского кино «Спутник над Польшей».
Фильм получил призы за лучшую режиссуру и главную женскую роль на фестивале «Амурская осень» (2010).

## Рецензии
- Дарья Борисова — Гарнизонная история // Газета «Культура» № 15 за 12-18 мая 2011. — с. 8